# Kérem a következőt
Kérem a következőt è il sesto album in studio del duo musicale ungherese Pa-dö-dő, pubblicato il 13 maggio 1996 su etichetta discografica EMI Quint.

## Tracce
1. Elõjáték (Intro) – 0:33
2. Szép dal – 4:06
3. Azt csinálok amit én akarok – 3:05
4. Babe – 3:05
5. Kiabálj! – 3:54
6. Te majd kézenfogsz és hazavezetsz – 3:44
7. Nem tagadhatom – 3:28
8. Éljem a férjem – 4:12
9. Itt van a nyár – 4:44
10. Fény – 4:34
11. Béla – 3:57
12. Több színt a világba – 3:40

## Classifiche
| Classifica (1996) | Posizione massima |
| ----------------- | ----------------- |
| Ungheria          | 3                 |